# Rio Vista (California)
Rio Vista è una città degli Stati Uniti d'America, situata in California, nella contea di Solano.